# Piero Toscani
Pie(t)ro Toscani (Milaan, 28 juli 1904 - aldaar, 23 mei 1940) was een Italiaans bokser. Hij kwam uit in de middengewichtklasse.
De toen net 24-jarige Toscani versloeg in de finale van de Olympische Zomerspelen 1928 in Amsterdam de Tsjech Jan Heřmánek, en won zodoende de gouden medaille als amateur.
Zijn carrière als profspeler begon in het Palazzo Dello Sport in Milaan, waar hij het op 31 mei 1930 opnam tegen zijn landgenoot Aldo Menabeni. Het eindigde in een gelijkspel (6-6).
Hij beëindigde zijn carrière op 8 maart 1935 in de Salle Communale de Plainpalais in Genève. Zijn laatste tegenstander was de Fransman Lucien Delez, die hij in zes ronden versloeg. 
Nog in 1936 was hij de trainer van het Europese team, dat op 7 en 8 oktober van dat jaar in New York uitkwam tegen het Amerikaanse team, dat met 6-4 won.
1904: Charles Mayer ·
1908: John Douglas ·
1920: Harry Mallin ·
1924: Harry Mallin ·
1928: Piero Toscani ·
1932: Carmen Barth ·
1936: Jean Despeaux ·
1948: László Papp ·
1952: Floyd Patterson ·
1956: Gennadi Sjatkov ·
1960: Eddie Crook ·
1964: Valeri Popentsjenko ·
1968: Chris Finnegan ·
1972: Vjatsjeslav Lemesjev ·
1976: Michael Spinks ·
1980: José Gómez ·
1984: Shin Joon-sup ·
1988: Henry Maske ·
1992: Ariel Hernández ·
1996: Ariel Hernández ·
2000: Jorge Gutiérrez ·
2004: Gaidarbek Gaidarbekov ·
2008: James DeGale ·
2012: Ryōta Murata ·
2016: Arlen López ·
2020: Hebert Conceição ·
2024: Oleksandr Chyzjnjak